# Hans Aili
Hans Aili, född 28 oktober 1947, är professor emeritus i latin vid Stockholms universitet.
Aili avlade studentexamen på helklassisk linje vid Halmstads högre allmänna läroverk 1966. Han avlade fil. mag. och ämbetsexamen vid Lunds universitet 1971. Aili disputerade 1979 och blev docent i latin våren 1981, därefter professor i latin vid Stockholms universitet 1999. Han pensionerades den 30 september 2013 men har sedan dess arbetat vidare inom sina tre huvudområden som har tre huvudinriktningar: den romerska konstprosans stilistik, svenskt medeltidslatin, särskilt Heliga Birgittas Revelationes, och svenskt nylatin. 

Vid Stockholms universitet var Aili prefekt för Institutionen för klassiska språk år 2001 t o m 2004, prefekt för Institutionen för franska, italienska år 2005, samt prefekt för Institutionen för orientaliska språk åren 2003 t o m 2007.
Aili är ledamot av Kungl. Samfundet för utgivande av handskrifter rörande Skandinaviens historia.
Aili var Inspektor för Humanistiska föreningen vid Stockholms universitet, 2009-2014 och blev därefter hedersledamot tillika Inspector emeritus i föreningen.

Skrifter i urval, publicerade efter pensioneringen:
Theodore W. Pietsch & Hans Aili, "Jacob Theodore Klein's critique of Peter Artedi's Ichthyologia (1738). Svenska Linnesällskapets Årsskrift, Årgång 2014, sid. 39 - 84.
Hans Aili, Frank Heller som utrikeskorrespondent. Reportage från andra världskrigets Italien publicerade i Vecko-Journalen ären 1939 till 1943. Redigerade och kommenterade av Hans Aili. Höör: Pelotard Press, 2019/2020.
Hans Aili och Theodore W. Pietsch, "Peter Artedi's Catalogue of the fishes of the Baltic Sea with an English translation and commentary", Oxford: Zoological Journal of the Linnaean Society, 2019 XX, 1ff. (online ed.); Vol. 189, Issue 3, July 2020, s. 975ff. (tryckt ed.).
Petrus Artedi. Ichthyologia. Det vill säga alla verk om fiskarna. I översättning från latinet av Hans Aili och under redaktion av Jakob Christensson samt med bidrag av Sven Kullander och Clas-Ove Strandberg. Stockholm: Kungl. Skogs- och Lantbruksakademien 2022.
Theodore W. Pietsch. Hur dog Peter Artedi? En vetenskapshistorisk gåta. Översättning Hans Aili. Lund: Ekström & Garay 2023. Originalets titel: The Curious Death of Peter Artedi. A Mystery in the History of Science. New York: Nix & Co. 2010.